# Wojciech Jaruzelski
Wojciech Witold Jaruzelski (Kurów, 6. srpnja 1923. – Varšava, 25. svibnja 2014.), bio je umirovljeni general i poljski komunistički vođa, odgovoran za zabranu i pokušaje slamanja djelovanja sindikata Solidarnost.  Posljednji je predsjednik Narodne Republike Poljske i prvi predsjednik demokratske Poljske.

## Životopis
Jaruzelski, koji se rodio u aristokratskoj obitelji, odrastao je na obiteljskom imanju blizu mjesta Białystok. Kasnije je pohađao katolički internat. Nakon što je potpisan pakt Ribbentrop-Molotov, s obitelji je pobjegao u Litvu gdje mu je umro otac. U Drugom svjetskom ratu sudjelovao je u zauzimanju Berlina.
U poljskoj je vojsci bio od 1945. do 1991., tj. tijekom cijelog hladnog rata. Godine 1972. susreo se s kubanskim vođom Fidelom Castrom.
Jaruzelski je 2005. primio komemoracijski orden od Vladimira Putina povodom 60. obljetnice pobjede nad Trećim Reichom, što je kritizirao češki predsjednik Václav Klaus zbog uloge Jaruzelskog u invaziji poljske vojske u okviru tadašnjeg Varšavskog pakta na Čehoslovačku 1968. godine. Jaruzelski se potom ispričao češkom narodu.